# Thierry Jadot
Pour les articles homonymes, voir Jadot.
Thierry Jadot, né le 11 décembre 1963 à Clacy-et-Thierret (Aisne), est un dirigeant d'entreprise français, enseignant à Sciences Po Paris. Il a été président de Dentsu Aegis Network France de juin 2012 à octobre 2020. Il est également l'auteur de plusieurs essais.

## Biographie

### Carrière
Il commence sa carrière en Chine avant de rejoindre le groupe Peugeot en Amérique du Sud jusqu'en 1998. Il rejoint ensuite Euro RSCG afin de diriger la filiale en Argentine[source insuffisante].
De retour en France en 2003, il devient directeur du pôle auto du groupe EMAP France. Il quitte le groupe Mondadori en 2007, où il occupait un poste de directeur délégué à la régie publicitaire. 
Il est nommé président de Dentsu Aegis Network France en juin 2012,,. Il se positionne alors pour la reprise des investissements publicitaires sur TPMP à la suite de la polémique concernant les accusations d'homophobie visant Cyril Hanouna, tout en reconnaissant devoir être plus vigilant à l'avenir. Jadot ajoute par ailleurs avoir « demandé à C8 des engagements » sur ce point. 
Dans le cadre de cette activité, il signe deux charte : « Entreprise et Handicap » et « #JamaisSansElles ».
Sous la direction de Thierry Jadot, Dentsu Aegis Network crée la Maison Dents, un incubateur qui a pour objectif d'accompagner les marques de luxe dans leurs mutations en mettant en place des outils de communication adaptés à l’ère numérique. Il quitte l'entreprise en 2020. 
Il intervient le 22 novembre 2018 à Chalon-sur-Saône lors de la 10e édition du Forum économique du MEDEF portant sur la jeunesse et l'avenir dans un monde en mouvement. En juillet 2019, il participe aux rencontres économiques d'Aix-en-Provence où il prend la parole sur la thématique de l'inclusion numérique. Il est au programme en tant qu'intervenant de l'événement « Les intelligences humaines libérées par l'intelligence artificielle » prévu en novembre 2019 à Paris.

### Autres activités
Thierry Jadot est membre du conseil d'administration de Médiamétrie et membre de l’Institut Montaigne. Il est président du think tank « Culture numérique », un groupe de réflexion sur les règles nécessaires à une bonne utilisation des technologies.
Passionné de photographie, il expose en 2018 à la maison de la Chine des clichés pris à la fin des années 1980 à Canton, où il était alors jeune coopérant. Les clichés ont été pris entre 1987 et 1989, période marquée par la libéralisation économique initiée par Deng Xiaoping et les événements de Tian'anmen,. Thierry Jadot évoque, pour parler de cette période, « une certaine joie de vivre, alimentée par des étudiants qui rêvaient de démocratie ».

### Famille
Thierry Jadot est le frère du député européen Europe Écologie Les Verts Yannick Jadot. Il est père de deux filles.

## Distinctions
- Chevalier de la Légion d'honneur (2016)[24].

## Publications
- Été numérique : Les huit révolutions digitales qui vont transformer l’entreprise, éditions Débats Publics, juin 2014[25],[26].
- Xavier Couture, Thierry Jadot, Michel Rasle et Nathalie Rastoin, Rallumer la télévision[19]
- La Fin des rentiers : Et si le numérique nous rendait tous souverains ?, éditions Débats Publics, novembre 2016[27]
- Chine, les années enfiévrées, mars 2018[22].